# Dumitru D. Roșca
Dumitru D. Roșca (ur. 29 stycznia 1895, Sălişte  – zm. 25 sierpnia 1980, Kluż-Napoka) – rumuński filozof, członek Akademii Rumuńskiej.
Był tłumaczem i redaktorem tłumaczeń większości dzieł G.W.F. Hegla na język rumuński. Jego głównym dziełem jest książka Existența tragică: încercare de sinteză filosofică (Egzystencja tragiczna: próba syntezy filozoficznej) będąca osobistym wkładem do teorii egzystencjalizmu z silnymi wpływami filozofii Kierkegaarda oraz Hegla.
W świecie francuskojęzycznym jest najbardziej znany dzięki swej pracy doktorskiej obronionej na Sorbonie pt. Influența lui Hegel asupra lui Taine (Wpływ Hegla na Taine'a), oraz dzięki przetłumaczeniu na język francuski pracy Hegla Żywot Jezusa.

## Dzieła
- Istoria filosofiei (1964),
- Prelegeri de estetică (1966),
- Știința logicii (1966),
- Studii filosofice (1967),
- Însemnări despre Hegel (1967),
- Influența lui Hegel asupra lui Taine (1968),
- Existența tragică: încercare de sinteză filosofică (1968),
- Prelegeri de filosofie a istoriei (1969),
- Studii și eseuri filosofice (1970),
- Oameni și climate (1971).